# Liceo scientifico Alessandro Tassoni

Francobollo emesso nel 2006 dedicato al liceo scientifico "Alessandro Tassoni" di Modena.

Il liceo scientifico "Alessandro Tassoni" di Modena è uno storico liceo intitolato all'omonimo scrittore e poeta emiliano.

## Storia
Istituito nel 1923 con la riforma Gentile, fu inizialmente localizzato in una sede provvisoria nel centro storico della città vicino alla chiesa di San Bartolomeo.
Il filosofo napoletano Vladimiro Arangio-Ruiz ne fu il primo preside e organizzò la scuola allestendo i primi laboratori ed una biblioteca.
La sede, che ancora oggi ospita il liceo in viale Virginia Reiter, fu inaugurata l'8 novembre 1941 da Giuseppe Bottai, ministro dell'educazione nazionale. Nell'anno scolastico 1941-1942 gli alunni furono 286.
L'aumento della popolazione scolastica ha reso necessario l'ampliamento dell'edificio con una nuova ala, lungo via Enrico Misley, i cui lavori sono stati ultimati nel 2009.